# Penelopognathus weishampeli
Penelopognathus weishampeli és una espècie de dinosaure que va viure al Cretaci inferior. Era un iguanodont ancestral als hadrosàurids. Les seves restes fòssils foren trobades a Mongòlia. Va ser descrita per Godefroit, Li, i Shang l'any 2005, a partir de restes fragmentàries de mandíbula.